# Lawrence Adjei
Lawrence Adjei-Okyere (ur. 23 marca 1979 w Akrze) – ghański piłkarz występujący na pozycji pomocnika. Zawodnik klubu Yeşilova SK.

## Kariera klubowa
Adjei seniorską karierę rozpoczął w 1997 roku w zespole Ashanti Gold. W 2000 roku przeszedł do Asante Kotoko. W 2001 roku trafił do rosyjskiego Spartaka Moskwa. W tym samym roku zdobył z nim mistrzostwo Rosji. W barwach Spartaka rozegrał 1 spotkanie.
Na początku 2002 roku Adjei odszedł do niemieckiej Arminii Bielefeld z 2. Bundesligi. Zadebiutował tam 22 marca 2002 roku w wygranym 4:1 pojedynku z Alemannią Akwizgran. Przez pół roku dla Arminii zagrał 5 razy i strzelił 1 gola. W połowie 2002 roku odszedł do innego drugoligowego zespołu, Eintrachtu Trewir. W jego barwach nie wystąpił jednak ani razu.
W 2003 roku Adjei wrócił do Ghany, gdzie został graczem klubu Hearts of Oak. W 2004 roku zdobył z nim Afrykański Puchar Konfederacji, a w 2005 oraz w 2007 mistrzostwo Ghany. W 2007 roku przeszedł również do chińskiego drugoligowca, Hohhot Black Horse. Potem grał w indyjskim Sporting Clube de Goa i środkowoafrykańskim Sporting Club de Bangui, a w 2009 roku trafił do cypryjskiego zespołu Yeşilova SK.

## Kariera reprezentacyjna
W latach 2001–2004 Adjei rozegrał 7 spotkań i zdobył 1 bramkę w reprezentacji Ghany.